# Znosîci, Sarnî
Znosîci (în ucraineană Зносичі) este o comună în raionul Sarnî, regiunea Rivne, Ucraina, formată numai din satul de reședință.

## Demografie
Componența lingvistică a comunei Znosîci
     Ucraineană (99,73%)
     Alte limbi (0,27%)
Conform recensământului din 2001, majoritatea populației comunei Znosîci era vorbitoare de ucraineană (99,73%), existând în minoritate și vorbitori de alte limbi.